# Érdes kutyacsalán
Az érdes kutyacsalán (Acalypha hispida) a Malpighiales rendjébe, ezen belül a kutyatejfélék (Euphorbiaceae) családjába tartozó faj.

## Előfordulása
Az érdes kutyacsalán eredeti előfordulási területe a Fülöp-szigetek, Indonézia és Pápua Új-Guinea, valamint az ezekhez közeli más szigetek. Észak- és Közép-Amerika egyes részeire betelepítették, ahol most már vadonnövő állományai lettek.
Manapság sokfelé dísznövényként termesztik. Szoba- és kerti növényként egyaránt használható. A növény minden része mérgező, emiatt körülötte a gyermekekre és házi kedvencekre figyelni kell.

## Megjelenése
Ez a növény 1,8-3,7 méter magasra és 0,9-1,8 méter szélesre is megnőhet. Az érdes kutyacsalán kétlaki (dioikus), azaz egy-egy példány vagy hímnemű vagy nőnemű. A nőnemű virágok barkákba tömörülnek; bibéik lehetnek lilások vagy élénk vörösek és szőrös megjelenést kölcsönöznek. E különleges virágzatok miatt annyira közkedveltek; továbbá ha megfelelő a hőmérséklet akkor egész évben virágzik.

## Képek

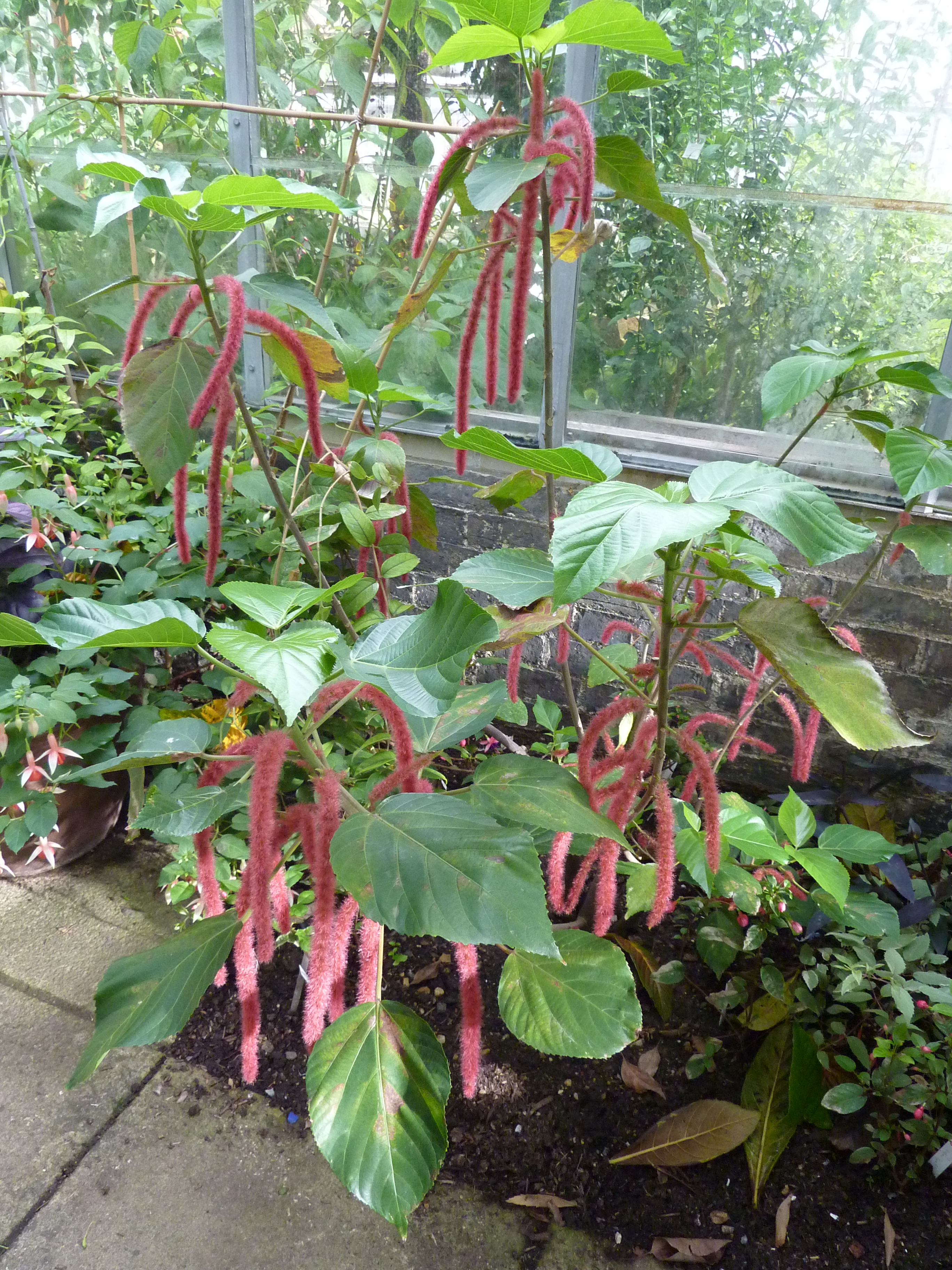
A növény
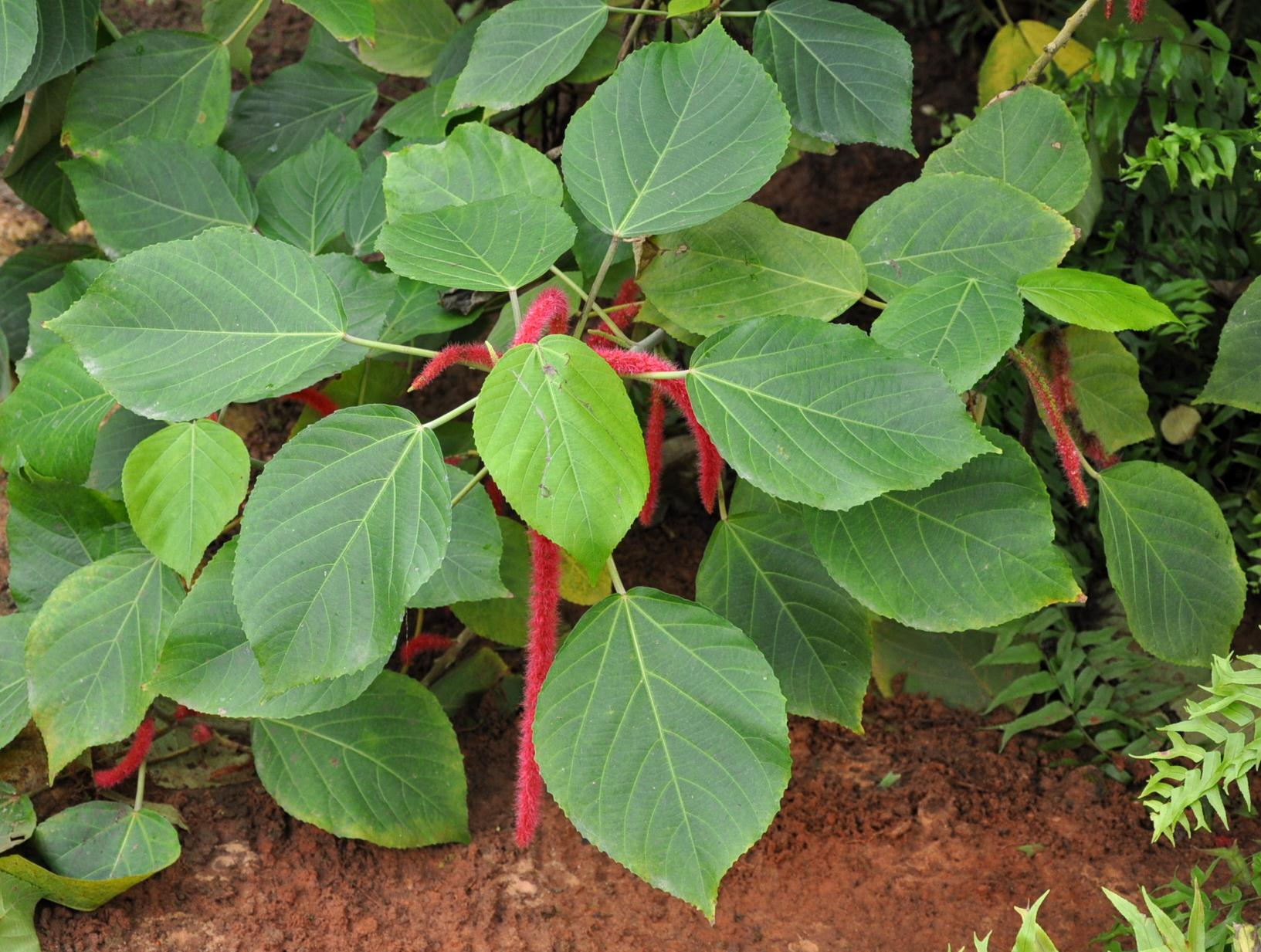
Levelei
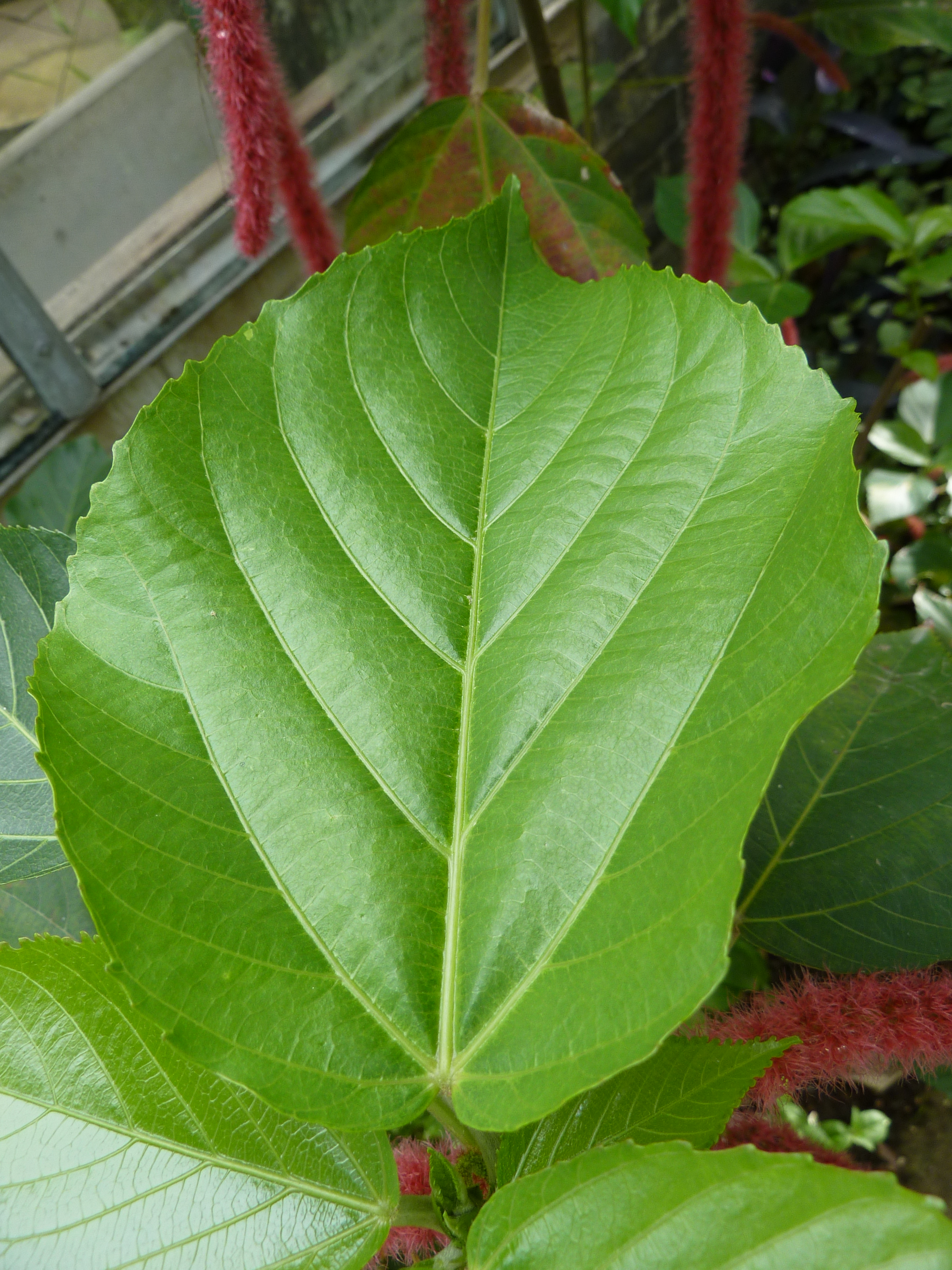
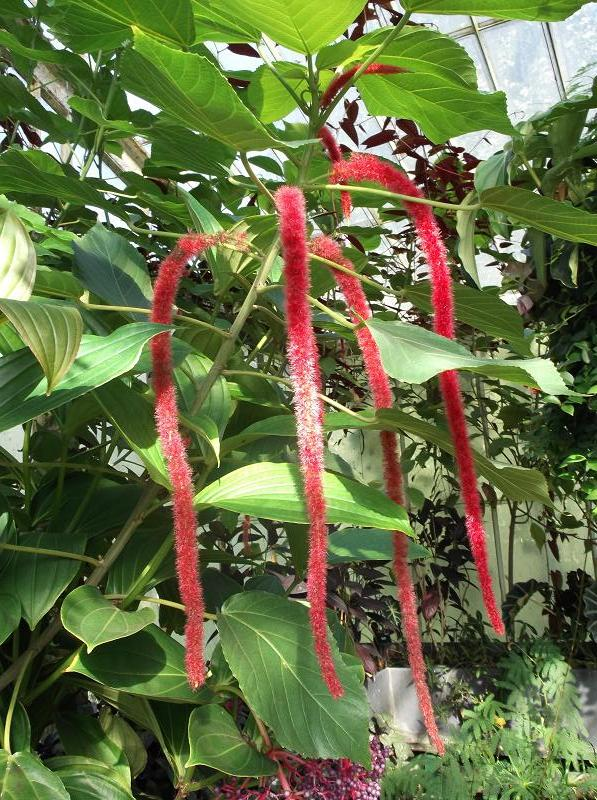
Virágzatai
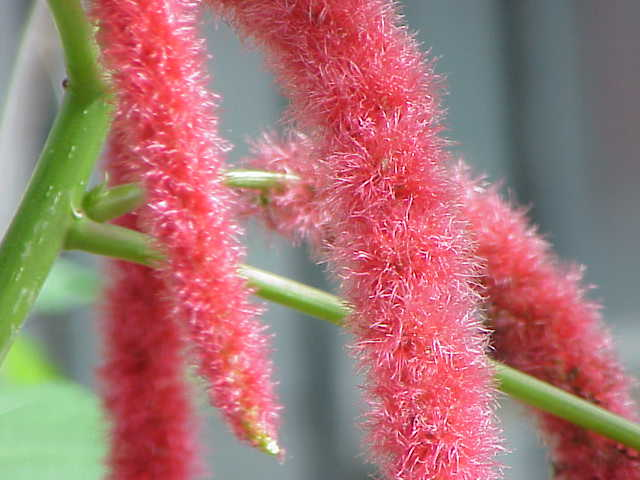
közelről

## Fordítás
- Ez a szócikk részben vagy egészben  az   Acalypha hispida című angol Wikipédia-szócikk ezen változatának fordításán alapul.  Az eredeti cikk szerkesztőit annak laptörténete sorolja fel. Ez a jelzés csupán a megfogalmazás eredetét és a szerzői jogokat jelzi, nem szolgál a cikkben szereplő információk forrásmegjelöléseként.